# ويليام ويرت واتكينز
ويليام ويرت واتكينز هو سياسي أمريكي، ولد في 1 أبريل 1826 في مقاطعة جيفرسون في الولايات المتحدة، وتوفي في 15 يناير 1898 في هاريسون في الولايات المتحدة. نشط حزبياً في Democratic Party of Arkansas ‏. وقد انتخب عضو مجلس ولاية أركنساس ‏.